# رومانو کاناوزه
رومانو کاناوزه (به ایتالیایی: Romano Canavese) یک کومونه در ایتالیا است که در استان تورین واقع شده‌است. رومانو کاناوزه ۱۱٫۲ کیلومتر مربع مساحت و ۲٬۹۵۷ نفر جمعیت دارد و ۲۷۰ متر بالاتر از سطح دریا واقع شده‌است.